# Nova Gora, Litija
Nova Gora je naselje v Občini Litija.